# Аргунов, Николай Филиппович
Никола́й Фили́ппович Аргуно́в (14 апреля 1919 — 22 октября 1944) — советский военный лётчик, участник Великой Отечественной войны, штурман эскадрильи 35-го гвардейского бомбардировочного авиационного полка 5-й гвардейской бомбардировочной авиационной дивизии 1-го гвардейского бомбардировочного авиационного корпуса 3-й воздушной армии 1-го Прибалтийского фронта, Герой Советского Союза (23.02.1945), гвардии старший лейтенант.

## Биография
Родился 14 апреля 1919 года в деревне Коченёво Томского уезда Томской губернии (ныне Коченёво — посёлок городского типа Новосибирской области) в крестьянской семье. Русский. Член ВКП(б) с 1941 года. Образование среднее.
В Красной армии с 1939 года. В 1940 году окончил Челябинское военное авиационное училище лётчиков-наблюдателей. С началом Великой Отечественной войны на фронте.
Штурман эскадрильи 35-го гвардейского бомбардировочного авиаполка (5-я гвардейская бомбардировочная авиадивизия, 1-й гвардейский бомбардировочный авиакорпус, 3-я воздушная армия, 1-й Прибалтийский фронт) гвардии старший лейтенант Николай Аргунов к октябрю 1944 года совершил 172 боевых вылета на разведку и бомбардировку военных объектов, живой силы и техники противника.
22 октября 1944 года при уничтожении цели в районе города Мемель (Клайпеда) его самолёт был сбит зенитным огнём.
Указом Президиума Верховного Совета СССР от 23 февраля 1945 года за образцовое выполнение заданий командования и проявленные мужество и героизм в боях с немецко-фашистскими захватчиками гвардии старшему лейтенанту Аргунову Николаю Филипповичу посмертно присвоено звание Героя Советского Союза.
Похоронен на воинском кладбище в городе Ретавас (Литва).

## Награды
- Медаль «Золотая Звезда» Героя Советского Союза;
- Орден Ленина;
- Два ордена Красного Знамени;
- Орден Отечественной войны II степени.

## Память
- Бюст Н. Ф. Аргунова установлен на Аллее Героев Филиала Военного учебно-научного центра Военно-воздушных Сил «Военно-воздушной академии имени профессора Н. Е. Жуковского и Ю. А. Гагарина» в Челябинске (2021).[1]
- Имя Героя носят улица посёлка городского типа Коченёво Новосибирской области и Коченевская средняя общеобразовательная школа № 1.